# Asociación de Escuelas Secundarias del Estado de Illinois
La Asociación de Escuelas Secundarias del Estado de Illinois (en inglés: Illinois High School Association) (IHSA) es una asociación estatal que regula los deportes de competición y las actividades deportivas escolares. Es miembro de la Federación Nacional de Asociaciones Estatales de Escuelas Secundarias (en inglés: National Federation of State High School Associations) (NFHS).

## Deportes
La IHSA regula: 14 deportes masculinos, 15 deportes femeninos, y 8 actividades coeducacionales no deportivas. Más de 760 escuelas secundarias públicas y privadas del Estado de Illinois son miembros de la IHSA. Sus oficinas están en Bloomington, Illinois.

## Historia
Durante sus 100 años de existencia, la IHSA ha sido el centro de muchas controversias, tales como: la inclusión de los deportes femeninos, la inclusión de los centros privados, y las pruebas antidopaje. Estos hechos han tenido repercusión en otros estados del país. Otras controversias tales como la rivalidad entre las diferentes escuelas que forman parte de la asociación, o sobre las normas de competición que están en vigor en el estado, tienen un ámbito más local.